# Triodia stenostachya
Triodia stenostachya là một loài thực vật có hoa trong họ Hòa thảo. Loài này được Domin miêu tả khoa học đầu tiên năm 1915.